# Yzeures-sur-Creuse

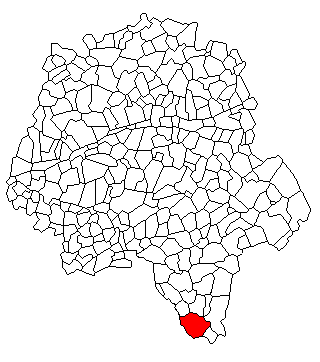
Yzeures sur Creuse en Indre et Loire.

Yzeures sur Creuse är en kommun i departementet Indre-et-Loire i Frankrike. År 2022 hade Yzeures-sur-Creuse 1 345 invånare.

## Geografi
Kommunen ligger invid floden Creuse. Innanför kommunens gränser flödar floden samman med floden Gartempe.
Kommunens yta uppgår till 55,42 kvadratkilometer. Stora delar av markytan, närmare en tredjedel, består av skog.
Kommunen ligger i departementets södra del, nära gränsen till departementen Indre (36) och Vienne (86). Området ligger i gränslandet mellan de tre provinserna Touraine, Poitou och Berry, enligt den gamla indelningen som slopades i och med den Franska revolutionen.
I den närbelägna staden La Roche-Posay finns ett spa, vilket hela regionen drar nytta av. Yzeures erbjuder också ett utbud av turistaktiviteter, vilket lett till att man förärats utmärkelsen Station Verte de Vacances.

## Kultur

### Museer, bibliotek
- Minerva-museet: arkeologiskt museum. Museet har många gallisk-romerska ruiner, inklusive en pelare för offergåvor till Jupiter. Museet arrangerar tillfälliga utställningar på regelbunden basis.
- Museum Mado Robin. Detta museum visar föremål med anknytning till den kända sångerskan som föddes i byn. I museet finns bilder, affischer och audiovisuellt material. Dessutom finns en uppsättning av hennes kostymer presenterande hennes största roller.
- Biblioteket: Kommunen Yzeure sur Creuse har ett offentligt bibliotek, som är en del av departementet för bibliotek och läsning i Indre-et-Loire.

Dess öppettider är: tisdag: 16 - 18, onsdag: 15 - 18, torsdag: 9 - 12 lördag: 10 - 12.

### Kulturevenemang
- Yzeures'n'Flore. Festival med blommor i slutet av april.
- Fete de la Musique
- Ethni'cité Festival, hölls lördagen 11 juli 2009.
- Yzeures'n'Rock. Gratis konsert. År 2009 ägde den fjärde upplagan av detta evenemang rum lördagen den 1 augusti.

### För-medeltida monument
- Dolmen av La Pierre Levée
- Necropolis Merovingian runt kyrkan

### Herrgårdar och slott
- Herrgården Granges från 1600-talet: Historiskt Monument
- Slottet Harambure från 1800-1900-talet
- Slottet Pairé eller Pere från 1500-talet
- Slottet Thou från 1600-talet: Historiskt Monument
- Slottet Marigny från 1700-talet
- Herrgården Gaudru från 1500-1600-talet
- Slottet La Motte från 1900-talet

### Religiösa byggnader
- Kyrkan Notre Dame neo-romersk-bysantinsk stil. Kyrkan byggdes om i slutet av artonhundratalet på samma plats där en ännu äldre kyrka hade stått. Denna var i sin tur byggd på ruinerna av ett gallisk-romerskt tempel.

## Kända personer från Yzeures
- Mado Robin, fransk sångerska.
- Agnès Sorel

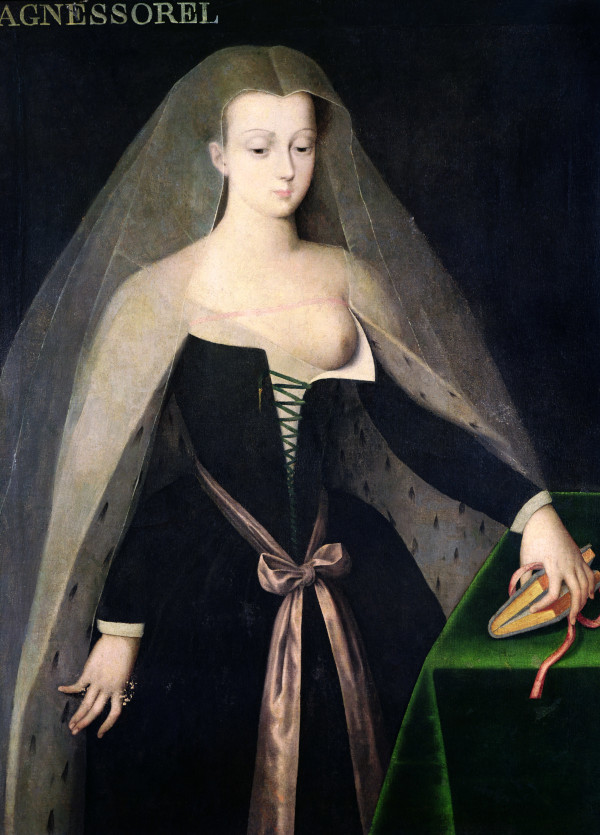
Agnès Sorel

- Camille de la Croix, (född 1831 och dog 1911), fransk historiker och arkeolog. Han inledde utgrävningar av templet Minerva av Yzeures år 1896.
- Paul Haviland, (Paris 1880 - Yzeures sur Creuse 1950), fotograf.
- Georges-Gabriel Picard, konstnär, medlem av kommissionen Konstakademierna (Remiremont 1857 - Yzeures sur Creuse 1943).